# Advanta Championships Philadelphia 2000
L'Advanta Championships of Philadelphia 2000 è stato un torneo femminile di tennis giocato sul sintetico indoor. È stata la 12ª edizione del torneo, che fa parte della categoria Tier II nell'ambito del WTA Tour 2000. Si è giocato al Philadelphia Civic Center di Philadelphia, negli USA dal 6 al 12 novembre 2000.

## Campionesse

### Singolare
Lindsay Davenport ha battuto in finale  Martina Hingis con il punteggio di 7–6, 6–4

### Doppio
Martina Hingis /  Anna Kurnikova hanno battuto in finale  Lisa Raymond /  Rennae Stubbs con il punteggio di 6–2, 7–5